# Roberto Trujillo
Roberto Trujillo (Ciudad de México; 1979) es un productor y actor mexicano. Ha producido un gran número de películas mexicanas y es considerado uno de los productores más jóvenes de México. Ha acumulado a lo largo de su trayectoria importantes galardones alrededor del mundo, por lo cual muchos lo consideran el futuro del cine latinoamericano. 

## Filmografía

### Producción
- La puerta (2007)
- Enemigo (2005)
- Un secreto de Esperanza (2002)
- Sin destino (1999-2002)

### Actor
- Angeluz (1998)
- Utopía 7 (1995)